# 干花豆属
干花豆属（学名：Fordia）是豆科蝶形花亚科下的一个属，为直立灌木植物。该属共有12种，分布于马来西亚至中国。
属名Fordia为纪念英国植物学家Charles Ford（1844-1927）而命名。

## 物种
本属包括以下物种：
- 干花豆 Fordia cauliflora
- 小叶干花豆 Fordia microphylla